# شهرستان ری (میزوری)
شهرستان ری، میزوری (به انگلیسی: Ray County, Missouri) یک سکونتگاه مسکونی در ایالات متحده آمریکا است که در میزوری واقع شده‌است.